# Ивица Тончев
Ивица Тончев (Ниш, 17. новембар 1968) српски је предузетник и политичар.

## Биографија
Ивица Тончев рођен је 17. новембра 1968. године у Нишу. Основну школу „Вук Караџић“ завршио је у родној Сурдулици. У Сурдулици је завршио и Техничку школу „Никола Тесла“. Високо образовање стиче студијама на Мегатренд универзитету, Београд на смеру пословна администрација и менаџмент. На Факултету за менаџмент истог универзитета стекао је звање дипломираног мастер менаџера.
Током 1990их и 2000их успешно се бавио предузетништвом у Аустрији.
Пре уласка у политику успешно се бавио предузетништвом у Аустрији. Од 2008. године ступио је на државне функције у Републици Србији. Претходно је ушао у чланство Социјалистичке партије Србије, док је партија била у опозицији. Од 2008. до 2012. године налазио се на месту саветника за европске интеграције Ивице Дачића, првог потпредседника Владе и министра унутрашњих послова. Након тога постао је саветник за националну безбедност председника Владе Србије. За то време се налазио и на месту изасланика председника Владе задуженог за јачање билатералних веза Србије и Бугарске. Функцију саветника за националну безбедност је обављао до парламентарних избора 2014. године након чега је остао ангажован у Влади Србије као саветник за дијаспору и економску дипломатију првог потпредседника Владе и министра унутрашњих послова. У међувремену је био и члан Народне скупштине Републике Србије у сазиву 2012 – 2016 с тим да је почетком 2013. године одлучио да поднесе оставку на посланичку функцију не желећи да се нађе у сукобу интереса због обављања саветничке функције у Кабинету председника Владе. Током посланичког мандата (мај 2012 – јануар 2013) Ивица Тончев је био активан као члан неколико скупштинских одбора, Одбора за дијаспору и Србе у региону и Одбора за привреду, регионални развој, трговину, туризам и енергетику. Као народни посланик налазио се челу посланичке групе пријатељства Аустрије и Србије.
Током 2013. године против њега је вођена кампања око наводне валидности његове факултетске дипломе. Након притиска дела јавности и контроле надлежних државних органа утврђено је да је Тончев стекао високо образовање у складу са законским процедурама. Било је и говора о његовим наводним везама са припадницима балканског подземља. Ни један од тих навода није доказан иако је вођена својеврсна хајка против Тончева који је тада обављао функцију саветника за националну безбедност председника Владе Србије. У српској политици Тончев је познат као контакт и посредник у одржавању коалиционих веза са Јединственом Србијом Драгана Марковића Палме и Партијом уједињених пензионера Србије коју је основао и водио Јован Кркобабић. 
Након ванредних парламентарних избора одржаних 24. априла 2016. године Ивица Тончев је поново изборио посланички мандат обзиром да се налазио на 23. месту на листи Социјалистичке партије Србије која је према прелиминарним резултатима РИК-а освојила 29 посланичких мандата. Након конституисања новог скупштинског сазива Ивица Тончев је постао члан три скупштинска одбора. Ради се о Одбору за одбрану и унутрашње послове (члан), Одбору за спољне послове (заменик члана) и Одбору за дијаспору и Србе у региону (заменик члана). Средином децембра, тачније 12. децембра 2016. године на седници Владе Србије Ивица Тончев је изабран на функцију државног секретара у Министарству спољних послова Републике Србије. Једна од области које је покривао у својству Државног секретара је и политика према расејању односно координирање рада Управе за сарадњу с дијаспором и Србима у региону. Међу кључним задацима Ивице Тончева у Министарству наведен је надзор рада дипломатско-конзуларних представништава и побољшавање рада ДКП и рационализација саме мреже ДКП-ова. Током досадашњег обављања функције државног секретара Тончев је учествовао у неколико надзора укључујући и надзор рада Конзуларног одељења амбасаде Србије у Бечу као и надзор рада КЦ Србије у Паризу. Током 2018. посетио је и Северну Рајну Вестфалију у којој је отворио изложбу посвећену српској дијаспори у Немачкој и уједно се сусрео са својим хомологом у Северној Рајни-Вестфалији, државном секретарком Серап Гулер са којом је разговарао о јачању веза Србије и Немачке уз посредовање наше дијаспоре која је изузетно бројна у најбогатијој немачкој покрајини. Уједно је истакао и потребу за трансфером знања и искуства из Немачке у Србију кроз повратак наших стручњака који би радили у матици. Крајем 2018. Тончев је заједно са министром Ивицом Дачићем присуствовао Министарском савету ОЕБС одржаном у Милану.

## Ивица Тончев у ФК Црвена звезда
Новембра 2012. године Ивица Тончев постаје део тима задуженог за консолидовање посрнулог фудбалског гиганта из Србије, ФК Црвена звезда. Током новембра и децембра Тончев је био задужен за финансијску консолидацију и безбедност клуба. 16. децембра 2012. године на Скупштини ФК Црвена звезда бива изабран за једног од потпредседника клуба и на тој функцији се налази и данас. Од када се налази на позицији потпредседника клуба Црвена звезда је успела да освоји једну шампионску титулу (сезона 2013/14). Тончев је јула 2014. године у својству потпредседника ФК Црвена звезда угостио Олега Семенова представника ФК Спартак Москва и том приликом су договорили одигравање пријатељске утакмице два клуба поводом отварања новог стадиона Спартака. У овом тренутку Ивица Тончев заједно са осталим члановима Управног одбора ради на даљој консолидацији клуба који има амбиције да врати наслов првака Суперлиге Србије у фудбалу у сезони 2015/16. Након нешто слабијег старта првенства у сезони 2015/16 и под притиском навијача и спортске јавности читаво руководство, укључујући и Тончева, поднело је оставке на чланство у Управном одбору Црвене звезде. Тончев је изразио спремност да препусти другима руковођење клубом уколико сматрају да су способнији уједно се упитавши где су били у најтежем тренутку када су он и остали руководиоци преузели клуб у децембру 2012. године. За јесен су били најављени избори за ново руководство ФК Црвена звезда. До избора на крају није дошло али је Тончев, у међувремену, поднео оставку на место потпредседника клуба. У том периоду се говорило и о његовој намери да се кандидује на функцију председника клуба.

## Ивица Тончев у ФК Раднички Ниш
Средином 2000их Ивица Тончев се налазио на челу ФК Раднички из Ниша који се тада такмичио у другој фудбалској лиги. Деценију касније Тончев је у јавности почео поново да слови за кандидата за председника ФК Раднички Ниш. Убрзо је организована скупштина клуба и уз подршку градских и клупских структура он је 8. децембра 2016. изабран за председника Радничког. Након именовања на функцију Државног секретара у Министарству спољних послова Републике Србије Тончев одлучује да замрзне позицију челног човека клуба али остаје присутан у клубу ком и даље даје велику подршку. У марту 2017. године у једном од интервјуа изјављује да очекује да ће Раднички можда и у сезони 2017/18 заиграти у Европи обзиром на добре игре које клуб бележи. Истакао је да је у клубу заведена дисциплина и да Ниш као највећи град јужне Србије заслужује да поново постане један од главних центара српског фудбала.. Као први човек клуба Тончев је 26. октобра 2017. године присуствовао утакмици ФК Пари Сен Жермен - ФК Ница и том приликом се сусрео са власником ПСЖ-а Насером Ал Келаифијем.. У сезони 2017/18 Тончев на челу Радничког остварује историјски успех пласманом у квалификације за УЕФА лигу Европе чиме је Ниш враћен на европску фудбалску сцену након три деценије.. Током јула и августа 2018. године Раднички је одиграо четири европске утакмице у оквиру квалификација за УЕФА лигу Европе. У првом колу је савладана Гзира јунајтед са Малте укупним резултатом 5:0 док је у другом колу Раднички поражен резултатом 4:2 с тим да је у Нишу остао непоражен након ремија 2:2 са ФК Макаби Тел Авив 02. августа. Након утакмице Тончев је изјавио да је поносан на атмосферу у Нишу која је показала да Ниш и Раднички имају перспективу да врате стару фудбалску славу у овај део Србије.. У суперлигашкој сезони 2018/19 Раднички предвођен Тончевим остварује изузетно добре резултате и почетком марта 2019. заузима другу позицију чиме се директно умешао између вечитих ривала. Остварена је и осма везана победа чиме је ојачан рекорд у везаним победама. Победа добија на значају обзиром да је савладан ФК Партизан резултатом 0:1. Нишлије су свом тиму честитале победу великим дочеком у граду након историјског тријумфа у Београду. У сезони 2021/22 Раднички поново успева да обезбеди пласман у УЕФА такмичења освајањем четвртог места у првенству. Управа клуба који води Тончев суочава се са изазовом реконструкције и обнове стадиона како би спортски резултат пратила одговарајућа инфраструктура за европске утакмице. Априла 2023. Раднички је на челу са Тончевим прославио јубиларних сто година постојања.
Децембра 2023. Тончев је након победе над Партизаном истакао да је важно да се зна да је Раднички победио због себе и да ће српски фудбал кренути напред када се прекине са апсолутном доминацијом Звезде и Партизана. Навео је добре примере таквих промена у фудбалу у Бугарској и Румунији.
Марта 2025. Тончев се огласио поводом актуелног стања и спортских резултата Радничког. Истакао је да је генерално задовољан оствареним укључујући и пласман у четвртфинале Купа Србије, посебно имајући у виду да клуб има буџет од два милиона евра који је далеко мањи од буџета Црвене звезде и Партизана.

## Приватни живот
Тончеви су пореклом из села Божица у општини Сурдулица. Ивица Тончев је ожењен. Отац је троје деце. Место пребивалишта Ивице Тончева је равномерно распоређено на Београд, Беч и Сурдулицу. Новица Тончев, брат Ивице Тончева такође је активан политичар и налази се на челу локалне власти у Сурдулици. 
Тончев је близак пријатељ и са Срђаном Ђоковићем, оцем најбољег светског тенисера Новака Ђоковића. У јавности се, због његове личне жеље, мало говори о његовом филантропском ангажовању које се огледа у пружању материјалне помоћи сиромашним и угроженим породицама. Фебруара 2016. године Тончев је одлучио да финансијски помогне студентима права из Ниша плативши котизацију за њихово учешће на симулацији суђења у Стразбуру.